# جیمز مکفرسون
جیمز مکفرسون (انگلیسی: James Macpherson؛ ۲۷ اکتبر ۱۷۳۶ – ۱۷ فوریه ۱۷۹۶) شاعر و نویسنده اهل اسکاتلند بود.